# Alessandro Romele
Alessandro Romele (* 30. August 2003 in Iseo) ist ein italienischer Radrennfahrer.

## Sportlicher Werdegang
Mit dem Radsport begann Romele im Alter von acht Jahren, sein Jugendtrainer war der ehemalige Radprofi und Juniorenweltmeister Marco Serpellini. Nachdem er 2021 bei den Junioren italienischer Meister im Straßenrennen wurde, erhielt er ein Vielzahl von Angeboten und wurde letztendlich 2022 Mitglied im Team Colpack Ballan. Seinen ersten internationalen Erfolg erzielte er beim Giro Next Gen 2023, bei dem er die sechste Etappe aus einer Ausreißergruppe heraus gewann. Noch im selben Jahr folgte mit dem Gran Premio della Liberazione ein weiterer Sieg auf der UCI Europe Tour.
Zur Saison 2024 wechselte Romele in das Astana Qazaqstan Development Team, für das er im März zwei Etappen und die Nachwuchswertung der Rhodos-Rundfahrt gewann. Nach nur einer Saison im Development Team wurde er zur Saison 2025 in das UCI WorldTeam übernommen.

## Erfolge
2021
- Italienischer Meister – Straßenrennen (Junioren)

2023
- eine Etappe Giro Next Gen
- Gran Premio della Liberazione

2024
- zwei Etappen und Nachwuchswertung Rhodos-Rundfahrt